# Stefano Bontade
Stefano Bontade, även Stefano Bontate, född 23 april 1939 i Palermo, död 23 april 1981 i Palermo, var en mäktig siciliansk mafioso och medlem av Sicilianska maffiakommissionen, även känd som Commissione eller Cupola.
Bontade var överhuvud för Santa Maria di Gesù-familjen i Palermo och känd som "Villagrazias furste" och "Falken". Bontade sköts ihjäl i sin bil av Giuseppe "Pino" Greco, en av Salvatore Riinas anställda mördare, när han stannade vid ett trafikljus vid Via Aloi i södra Palermo. Bontades död utlöste ett våldsamt maffiakrig.